# Maroquin
Maroquin (marokkolæder efter Marokko. Også safian, saffian efter
byen Safi) er et meget fint og blødt
læder, der er farvet på narvsiden, og som
oprindelig kun blev fremstillet af gedeskind, nu også
af fåre- og kalveskind.
Både forbehandlingerne og selve garvningen foregår med stor
omhu, hvorefter narvsiden farves rødt med
tjærefarvestoffer. Der fremstilles også sort maroquin,
som farves på anden måde. Rødt maroquin garves
med sumak, sort med bark eller andet.
Efter farvningen følger en tørring, indgnidning af
narvsiden med linolie, glitning og forsyning
med kunstig narv.
Maroquin anvendes blandt andet til galanterivarer, bogbind og for, indvendigt betræk.
Maroquinpapir eller safianpapir er papir, der ved farvning, glitning og
indpresning af mønster har fået et lignende udseende som maroquin.